# کلوپ کانادور

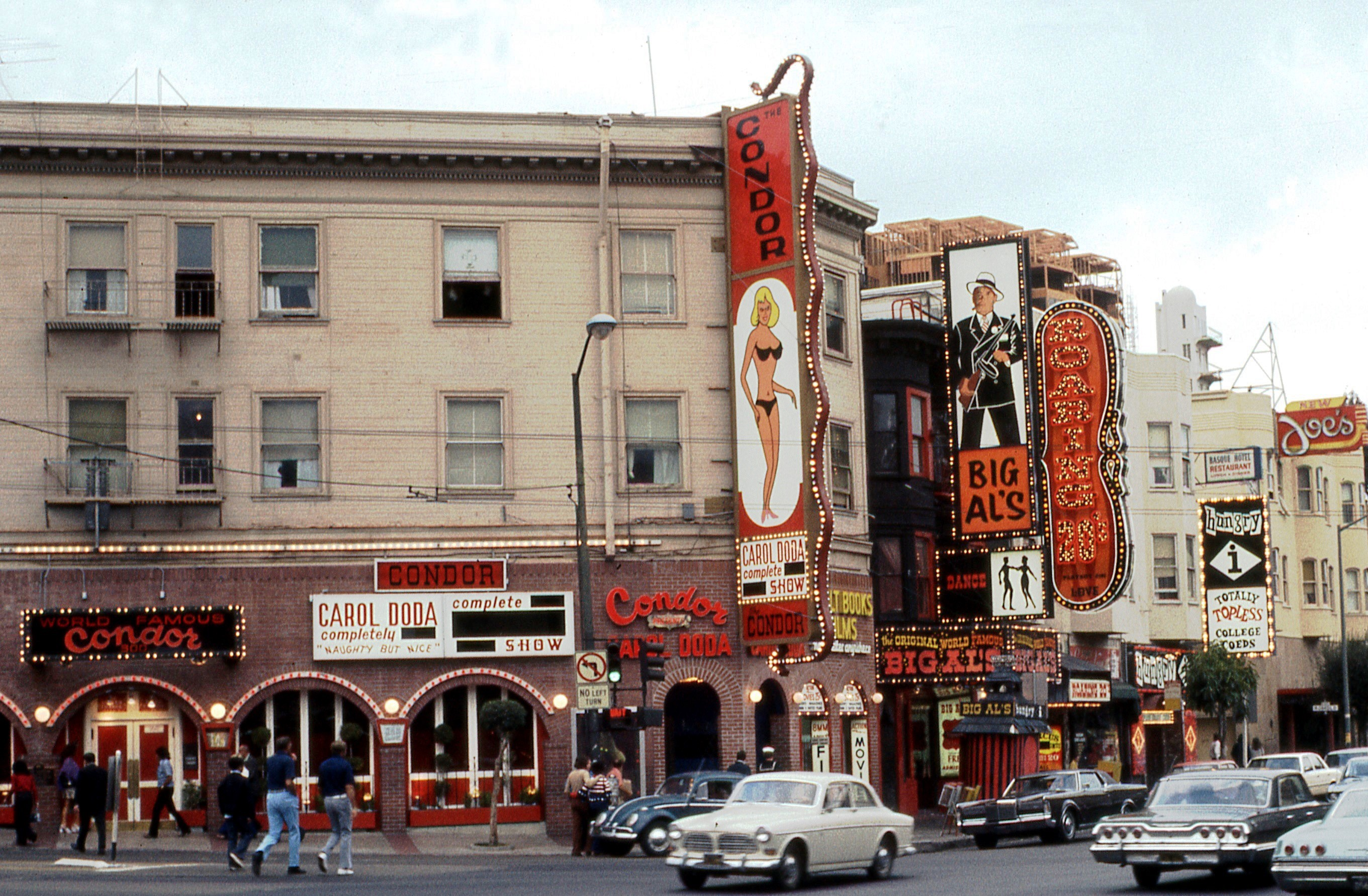
کلوپ کانادور ۱۹۷۳

کلوپ کانادور (به انگلیسی: Condor Club) یک باشگاه رقص برهنگی است که در ساحل شمالی سانفرانسیسکو در خیابان کلمبوس واقع است.
این کلوپ با رقص کارل دودا در ۱۹ ژوئن ۱۹۶۴ آغاز به کار کرد، رقص برهنه کارل دودا مورد توجه مردم و رسانه‌های آمریکا قرار گرفت چون رقص برهنه تا سال ۱۹۷۲ غیرقانونی بود. این کلوپ در سال ۲۰۰۰ به یک میخانه و رستوران تغییر کاربری داد ولی در سال ۲۰۰۷ با رقص گروه رقاصا بیاین بالا (!Go, Go, Dancers) مجدداً کار خود را آغاز کرد.